# Tjapunka
Tjapunka (ryska: Чапунька) är ett vattendrag i Belarus.   Det ligger i voblasten Hrodna voblast, i den nordvästra delen av landet, 100 km väster om huvudstaden Minsk.
I omgivningarna runt Tjapunka växer i huvudsak blandskog. Runt Tjapunka är det ganska glesbefolkat, med 34 invånare per kvadratkilometer.